# Davide Tirelli
Davide Tirelli (12 agosto 1966) è un ex mezzofondista italiano.

## Biografia
Detiene la quinta miglior prestazione italiana di sempre nei 1500 metri piani.

## Palmarès
| Anno | Manifestazione   | Sede      | Evento       | Risultato  | Prestazione | Note                          |
| ---- | ---------------- | --------- | ------------ | ---------- | ----------- | ----------------------------- |
| 1985 | Europei juniores | Cottbus   | 1500 m piani | Batteria   | 4'09"75     |                               |
| 1990 | Europei          | Spalato   | 1500 m piani | Batteria   | 3'43"76     |                               |
| 1990 | Europei indoor   | Glasgow   | 1500 m piani | Batteria   | 3'48"68     |                               |
| 1991 | Mondiali         | Tokyo     | 1500 m piani | Semifinale | 3'43"08     |                               |
| 1991 | Mondiali indoor  | Siviglia  | 1500 m piani | Batteria   | 3'47"63     | Miglior prestazione personale |
| 1991 | Universiadi      | Sheffield | 1500 m piani | Argento    | 3'50"79     |                               |
| 1993 | Mondiali         | Stoccarda | 1500 m piani | Batteria   | dnf         |                               |
| 1994 | Europei          | Helsinki  | 1500 m piani | Batteria   | 3'42"03     |                               |

## Campionati nazionali
1987
- Argento ai campionati italiani assoluti, 1500 m piani - 3'46"59

1988
- Oro ai campionati italiani assoluti, 1500 m piani - 3'46"03

1989
- Oro ai campionati italiani assoluti, 1500 m piani - 3'49"23

1990
- Oro ai campionati italiani assoluti indoor, 1500 m piani - 3'48"75

1991
- Oro ai campionati italiani assoluti, staffetta 4x800 m piani - 7'20"10 (in squadra con Carlo Barbieri, Giuseppe D'Urso e Massimo Pegoretti)
- Oro ai campionati italiani assoluti indoor, 1500 m piani - 3'49"89

1993
- Oro ai campionati italiani assoluti, staffetta 4x800 m piani - 7'14"65 (in squadra con Andrea Benvenuti, Riccardo Cardone e Giuseppe D'Urso)

2015
- 21º ai campionati italiani master di 10 km su strada, categoria SM50 - 34'29"

## Altre competizioni internazionali[1]
1987
- 10º al Golden Gala ( Roma), 1500 m piani - 3'40"17

1988
- 8º al Golden Gala ( Verona), 1500 m piani - 3'39"75

1989
- 8º al Golden Gala ( Pescara), 1500 m piani - 3'38"29
- 7º al Weltklasse Zürich ( Zurigo), 1500 m piani - 3'40"88

1990
- 6º al Golden Gala ( Verona), 1500 m piani - 3'38"11
- 6º ai Goodwill Games ( Seattle), 1500 m piani - 3'41"58

1991
- 6º al Golden Gala ( Roma), 1500 m piani - 3'35"63

1992
- 4º al Bauhaus-Galan ( Stoccolma), 1500 m piani - 3'37"66
- 9º al Golden Gala ( Roma), 1500 m piani - 3'37"69

1993
- 7º al Golden Gala ( Roma), 1500 m piani - 3'39"80
- 15º all'Athletissima ( Losanna), 1500 m piani - 3'41"53

1994
- 9º al Golden Gala ( Roma), 1500 m piani - 3'39"01
- 15º al Bauhaus-Galan ( Stoccolma), 1500 m piani - 3'40"03

1995
- 7º al Golden Gala ( Roma), 2000 m piani - 5'00"31
- 9º all'Athletissima ( Losanna), 1500 m piani - 3'42"78

1996
- 12º al Meeting de Paris ( Parigi), 1500 m piani - 3'36"16
- 11º al Golden Gala ( Roma), 1500 m piani - 3'37"17

2007
- 5º ai Mondiali master ( Riccione), 5000 m piani, categoria SM40 - 15'02"57